# Distribuidora Rabié
Distribuidora Rabié o Casa Rabié, fue el nombre de una empresa chilena originaria de la ciudad de Chillán, cual tuvo centros de distribución en las ciudades de Antofagasta y Santiago de Chile, abasteciendo en su apogeo entre las ciudades de Arica y Chiloé.

## Historia

### sigloXX

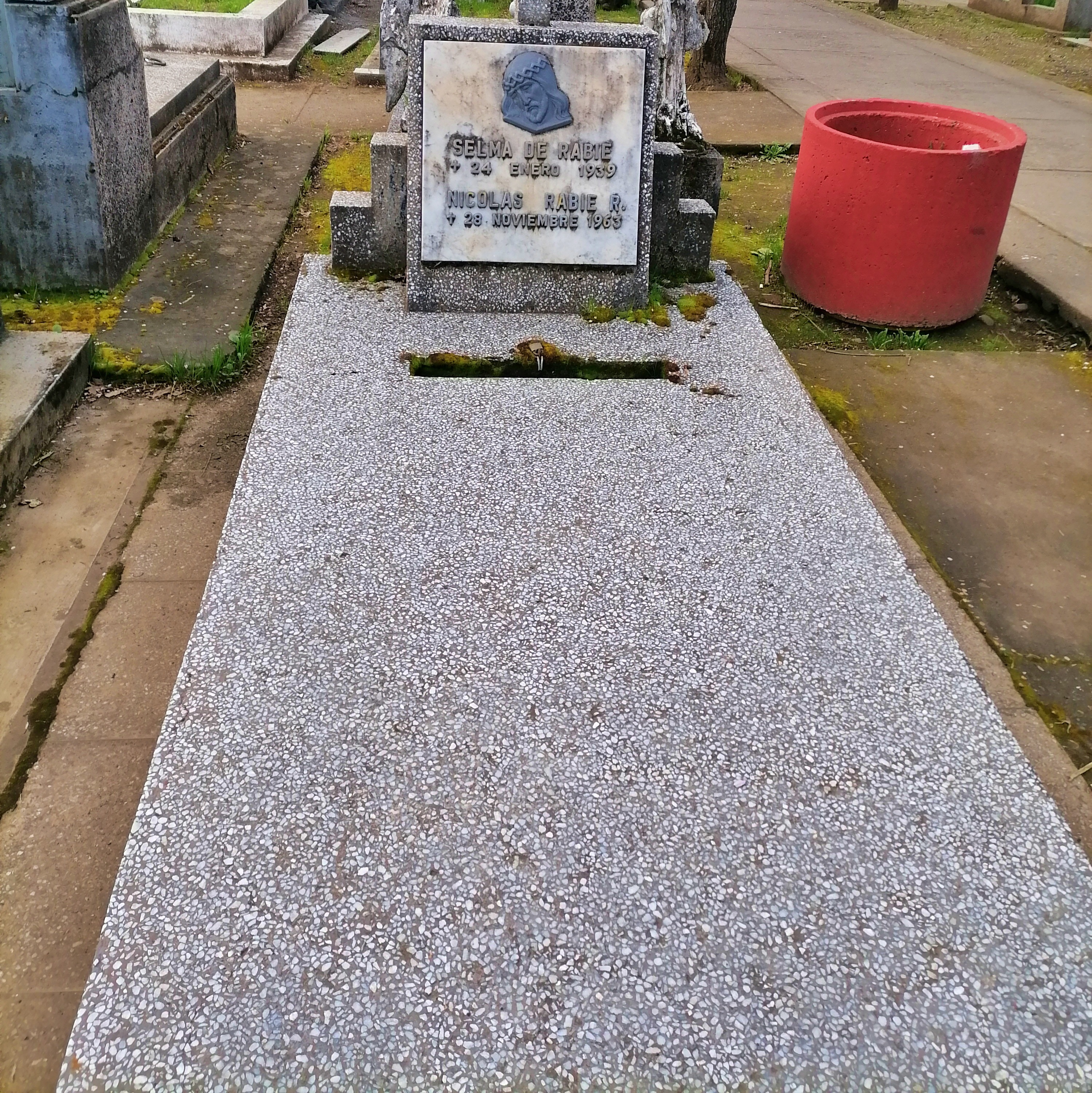
Tumba de Nicolás Rabié y Selma Davani en Cementerio Municipal de Chillán

Fue fundada en 1902 bajo el nombre de Casa Rabié, por Nicolás Rabié, inmigrante palestino que se radicó en la ciudad de Chillán a los diecisiete años. La propiedad, además de tienda, era la vivienda del fundador y se ubicaba en calle Cinco de abril, frente al Mercado de Chillán. Sus primeros artículos para venta, fueron importaciones de telas traídas desde Europa, además de prendas de vestir y cosméticos. Ocho años más tarde, contrae matrimonio con Selma Davani en Beit Jala y retorna a Chillán, donde esta pareja tendría seis hijos, de los cuales dos se integrarían a la empresa.
A principios de la década de 1930, Casa Rabié tenía oficinas en la ciudad de París, Francia, donde importaba telas y productos desde Japón, Italia, Inglaterra y China. Tras el Terremoto de Chillán de 1939, Selma Davani fallece en las ruinas de Casa Rabié, fue entonces que la empresa es reconstruida y posteriormente, administrada por el hijo de Nicolás Rabié, Jorge Rabié Davani, quien transformó la empresa en una distribuidora, cual, en los años 80, consiguió la repartición de productos minoristas en todo Chile. Para 1955, la familia Rabié adquiere terrenos para plantaciones forestales.
Para la década de 1980, Casa Rabié cambia de nombre a Distribuidora Rabié, bajo el eslogan "El nuevo estilo distribuidor", por desgracia, en 1985, la casa matriz sufre un incendio. En 1992, la distribuidora se instala en la ciudad de Santiago de Chile. En 1996, su dirigente crea el primer centro comercial de la ciudad de Chillán, bautizándolo como Mall Plaza El Roble. Posteriormente, antes de que su administrador falleciera en 1999, fue inaugurada un centro de distribución en la comuna de Chillán Viejo.

### Debacle

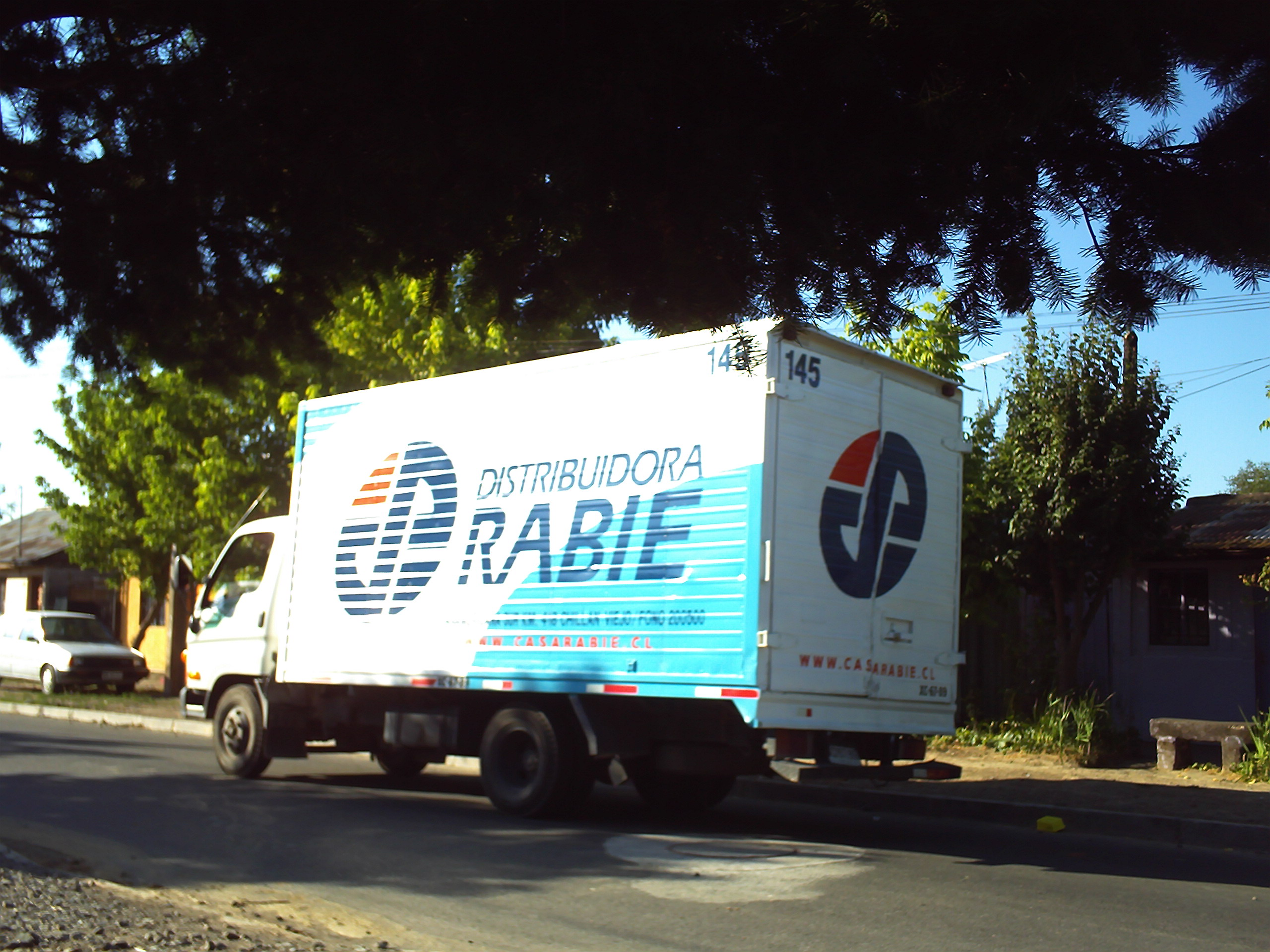
Aspecto de camión de distribución de la empresa

Jorge Rabié Uauy, nieto del fundador de la compañía, asumió el cargo de su padre tras el fallecimiento de este. Los problemas al interior de la empresa se harían conocer durante la década del 2000, a través de las declaraciones de Humberto Contreras Anguita, quien en 2003, vincula a Rabié Uauy y a José Luis Aguilera, al Caso Spiniak, este último, fue un carabinero retirado que se desempeñaba como encargado de seguridad de la empresa Rabié, considerado además, responsable de la muerte de Percy Arana, un cantante peruano, asesinado durante la Dictadura militar. Posteriormente, en 2012, Contreras sería condenado por fraude a Distribuidora Rabié por hurto, entre los años 1999 y 2002.

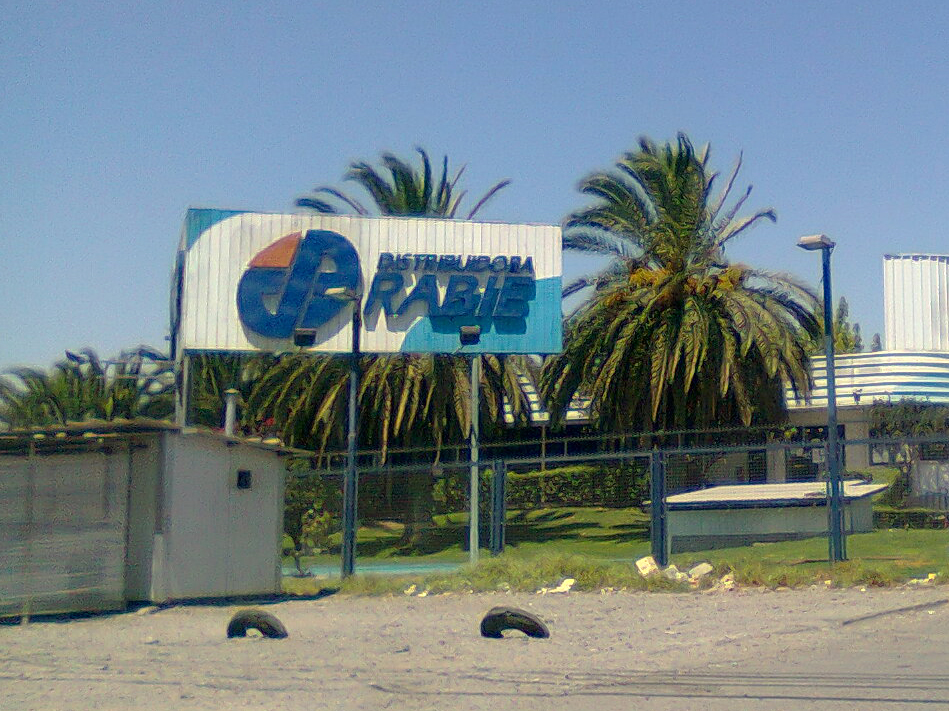
Distribuidora Rabié, ubicada en la comuna de Maipú

Administrativamente, la gestión de Rabié Uauy inicia con el hito de instalación de un centro de distribución en Antofagasta en 2002, para que dos años más tarde, la empresa modernizara sus dependencias en todo el país. En 2009, con la instauración de locales denominados Punto Rabié, de carácter mayorista, cuyos resultados de venta fueron negativos, dado que concidió con la expansión de otras redes de supermercados, pertenecientes a Cencosud y Walmart Chile. En dicho año, la propiedad de calle Cinco de abril, cual era la antigua propiedad de la familia, es comprada por la empresa SMU, y hoy en día existe un local Unimarc. Tras el Terremoto de Chile de 2010, ocurre un incendio en el centro de distribución de Chillán Viejo. En 2013, el cierre del centro de distribución en Antofagasta, fue la antesala para que el mes de octubre, la empresa se declara en quiebra, quedando administrada por el síndico Herman Chadwick Larraín, y arrastrando deudas con el Banco de Crédito e Inversiones, Banco Santander y Unilever.